# Département des sciences atmosphériques et océaniques de l'Université McGill
Le département des sciences atmosphériques et océaniques de l'Université McGill est le plus important groupe de recherche et d'enseignement en météorologie, climatologie et océanographie du Canada. En 2007, on y compte 15 professeurs, 4 professeurs-associés, 20 assistants de recherche et chercheurs post-doctoraux. Quarante-cinq  étudiants y poursuivent des recherches aux niveaux maîtrise et doctorat, en plus des étudiants suivant le programme de baccalauréat (sens nord-américain). Une bonne partie des étudiants viennent de l'étranger.

## Histoire
En 1862, le premier Observatoire météorologique de McGill fut construit grâce à Charles Smallwood, docteur en médecine et fervent amateur en météorologie. Ce dernier faisait quotidiennement des relevés météorologiques depuis 1840 à son domicile du village de Saint-Martin sur l'Île Jésus (maintenant Laval en banlieue de Montréal) et avait été nommé professeur honoraire de météorologie à l'université en 1856. Il fit don de ses instruments et fut le premier directeur de l’observatoire. Depuis cette date, les relevés ont été effectués sur le site de l'université, ce qui en fait l'un des plus anciens observatoires du Canada.
À la mort du docteur en 1873, le poste de professeur en météorologie ne fut pas occupé durant les quatre-vingt huit années suivantes. Cependant, celui de directeur de l'observatoire fut aussitôt donné à l'ingénieur C. H. McLeod qui avait assisté son prédécesseur lorsqu'il n'était encore qu'étudiant. Il commença son mandat alors qu'un service météorologique voyait le jour au Canada. Le travail de l'observatoire devint donc utile plus globalement pour le pays, en plus d'avoir été à l'origine de la recherche en météorologie à McGill. Ces recherches ont été poursivies par les chercheurs du département de physique auxquels se sont joints dans les années suivantes des chercheurs du département de géographie.
Juste après la Seconde Guerre mondiale, les docteurs J. Stewart Marshall et R.H. Douglas joignent le département de physique et forment la section « Stormy Weather Group » afin de poursuivre le travail qu'ils avaient entrepris sur les radars météorologiques durant le conflit. Au même moment, le docteur F. Kenneth Hare dirigeait un groupe de travail en météorologie arctique au département de géographie. En 1959, les deux équipes s'associent pour former le département de météorologie.
En 1986, l'Université McGill forme le premier groupe canadien de recherche sur le climat en coopération avec le Conseil de recherche en sciences naturelles et en génie du Canada (CRSNGC). Quatre ans plus tard, son mandat et sa composition s'étant élargis, le groupe devient le Centre de recherche sur les changements climatiques (Centre for Climate and Global Change Research ou C2GCR en anglais). Le département est également l'hôte du Centre de recherche en météorologie de méso-échelle en collaboration avec le service météorologique du Canada, et il gère un radar météorologique pour ce dernier.
La recherche en océanographie à McGill date des années 1850 et s'est surtout développée à partir de 1963 quand fut fondé le Centre des sciences marines qui devint plus tard l'Institut d'océanographie. Sous la direction du docteur Max J. Dunbar, l'institut gérait des programmes de maîtrise et de doctorat en océanographie physique, géologie et biologie marine. En 1987, on transforma l'institut en département d'océanographie d'études supérieures.
En 1992, le département de météorologie devient le département des sciences atmosphériques et océaniques, en absorbant celui d'océanographie. Depuis la formation du département de météorologie, le département a accordé plus de 230 maîtrises et plus de 80 doctorats. Plusieurs chercheurs de renommée internationale en météorologie, océanographie et climatologie proviennent du département ou y ont séjourné.

## Programmes
Le département offre une formation générale au niveau baccalauréat en dynamique, thermodynamique, chimie de l'atmosphère, physique des nuages, climatologie, océanographie générale, etc. Les étudiants peuvent suivre le programme complet s'ils se destinent à une carrière comme météorologue praticien ou de recherche. Ils peuvent également s'inscrire seulement à certains des cours comme spécialité facultative d'un autre baccalauréat (ex. enseignement des sciences au secondaire). Le département offre également un programme diplômant en un an, destiné aux gradués venant d'une discipline connexe (ex. physique) et qui veulent poursuivre leurs études en météorologie ou en océanographie.
Pour les élèves des cycles supérieurs, existent les domaines de recherche suivants :
- Chimie atmosphérique
- Dynamique des climats et des paléo-climats
- Météorologie physique et physique des nuages
- Dynamique et synoptique météorologique
- Analyse et modélisation des équations atmosphérique et océanique
- Convection atmosphérique et événements extrême en météorologique
- Dynamique des fluides géophysiques et turbulence
- Océanographie physique et dynamique
- Radar météorologique et télédétection des précipitations